# Paralelo 61 N
O Paralelo 61 N é um paralelo no 61° grau a norte do plano equatorial terrestre.

## Dimensões
Conforme o sistema geodésico WGS 84, no nível de latitude 61° N, um grau de longitude equivale a 54,1 km; a extensão total do paralelo é portanto 19 479 km, cerca de 48,6% da extensão da linha do Equador, da qual esse paralelo dista 6765 km, distando 3236 km do Polo Norte.

## Cruzamentos
Começando pelo Meridiano de Greenwich e tomando a direção leste, o paralelo 61° Norte passa sucessivamente por:
| País, território ou mar | Notas |
| ----------------------- | --- |
| Oceano Atlântico        | Mar do Norte |
| Noruega                 | Ilhas Ytre Sula e Hiserøyna; no continente ao norte de Oslo |
| Suécia                  | Passa a norte de Estocolmo e próximo de Gevália |
| Mar Báltico             | Golfo de Bótnia |
| Finlândia               | Passa a norte de Turku e de Helsinki; em Lahti |
| Rússia                  | Desde as proximidades da divisa entre Carélia e Óblast de Leningrado, passando pelo Lago Ladoga, Lago Onega, próximo ao hipocentro do Evento de Tunguska (1908) e indo até Magadan. |
| Mar de Okhotsk          | Baía de Gijigin |
| Rússia                  | |
| Mar de Okhotsk          | Baía de Penjin |
| Rússia                  | Península de Kamchatka |
| Oceano Pacífico         | Mar de Bering |
| Estados Unidos          | Alasca |
| Enseada de Cook         | |
| Estados Unidos          | Península de Kenai, Alasca |
| Enseada de Cook         | Braço Turnagain |
| Estados Unidos          | Alasca - passa a sul de Anchorage |
| Canadá                  | Yukon Território do Noroeste - passa no Grande Lago do Escravo Nunavut |
| Baía de Hudson          | |
| Canadá                  | Península de Ungava, Quebec |
| Estreito de Hudson      | |
| Oceano Atlântico        | Mar do Labrador |
| Gronelândia             | |
| Oceano Atlântico        | Passa a sul de Suðuroy, Ilhas Feroé · Passa a norte das ilhas Out Stack, Muckle Flugga e Unst, Ilhas Shetland, Escócia, Reino Unido                                                 |
| Oceano Atlântico        | Mar do Norte |